# انریکه پنیا نیتو
انریکه پنیا نیِتو (به اسپانیایی: Enrique Peña Nieto) (زاده ۲۰ ژوئیه ۱۹۶۶)، رئیس‌جمهور سابق کشور مکزیک، سیاستمدار و از اعضای حزب انقلابی بنیادین (حزب نهاد انقلابی)(حزب PRI) است.
پنیا نیتو در انتخابات ریاست جمهوری مکزیک که در ژانویه ۲۰۱۲ میلادی، برگزار شد توانست با کسب ۳۷ درصد آرا در مقابل نزدیکترین رقیبش یعنی آندرس مانوئل لوپز اوبرادور؛ کاندیدای حزب انقلاب دموکراتیک (حزب چپ) نفر دوم و جوزفینا وازکز موتا؛ کاندیدای حزب حاکم عمل ملی (جایگاه سوم)، پیروز شود.
حزب انقلابی بنیادین (حزب PRI) در دوران قدرت خود در دهه‌های پایانی قرن بیستم و تا قبل از پیروزی بیسنته فوکس در سال ۲۰۰۰ میلادی، به مدت ۷۰ سال قدرت را در مکزیک در دست داشت و به دلیل فساد، تقلب انتخاباتی و بحران‌های اقتصادی متعدد با اعتراضات شدید رو به رو بود.

## تظاهرات علیه حزب پنیا نیِتو
در هنگام تحویل قدرت از فلیپه کالدرون، رئیس‌جمهور قبلی به پنانیتو، بیرون از ساختمان کنگره تظاهراتی علیه پنیا نیِتو انجام شد.
اغلب تظاهرات کنندگان دانشجویان چپ‌گرایی بودند که نگران به قدرت بازگشتن حزب پنانیتو به قدرت هستند. این حزب در قرن بیستم میلادی برای مدتی قدرت را در مکزیک در دست داشت و به گفته مخالفان در آن سال‌ها کشور به صورت تک حزبی اداره می‌شد.
در میان تظاهرات کنندگان، حامیان لوپز اوبرادور که مدعی است در انتخابات تقلب شده نیز بود. اوبرادور از پذیرفتن نتایج انتخابات سرباز زد و اعتراضات مسالمت‌آمیز در تاریخ ۹ سپتامبر از نوع نافرمانی مدنی در میدان زوکالو در مرکز شهر مکزیکوسیتی انجام داد. وی در سال ۲۰۰۶ نیز پس از شکست در انتخابات، اعتراضات خیابانی گسترده به راه انداخت.